# Michael Rezendes
Pour les articles homonymes, voir Rezendes.
Michael Rezendes est un journaliste d'investigation américain.

## Biographie
Né dans une famille originaire du Portugal, il a fréquenté la Boston University, où il obtient un BA d'anglais. Il commence sa carrière de journaliste en 1979, d'abord au East boston Community News puis au Boston Phoenix de 1981 à 1986.
Il collabore également  au San Jose Mercury News. De 86 à 89, il a travaillé en indépendant pour The Washington Post. 
Il a rejoint en 1989 l'équipe du Boston Globe et a travaillé au sein de l'équipe Spotlight à partir de 2000. Lauréat du Prix Pulitzer du service public, avec Walter Robinson, en 2003, ce journaliste du Boston Globe et de l'équipe, Globe's Spotlight Team, dévoile le scandale de pédophilie au sein de l'Église catholique. Il partage aussi le George Polk Award for National Reporting, le Goldsmith Prize for Investigative Reporting, le Selden Ring Award|Selden Ring Award for Investigative Reporting etc.
Il présente le cas de John Geoghan, qui abusa de plus de 100 enfants dans six paroisses pendant trente ans. Suivirent des cas dans les villes de New York et Tucson, Arizona,,.
Puis il obtient un master à l'American Film Institute de Los Angeles.

## Filmographie
- 2015 : Spotlight, interprété par Mark Ruffalo[4],[5],[6],[7]